# Kirche von Bjernede

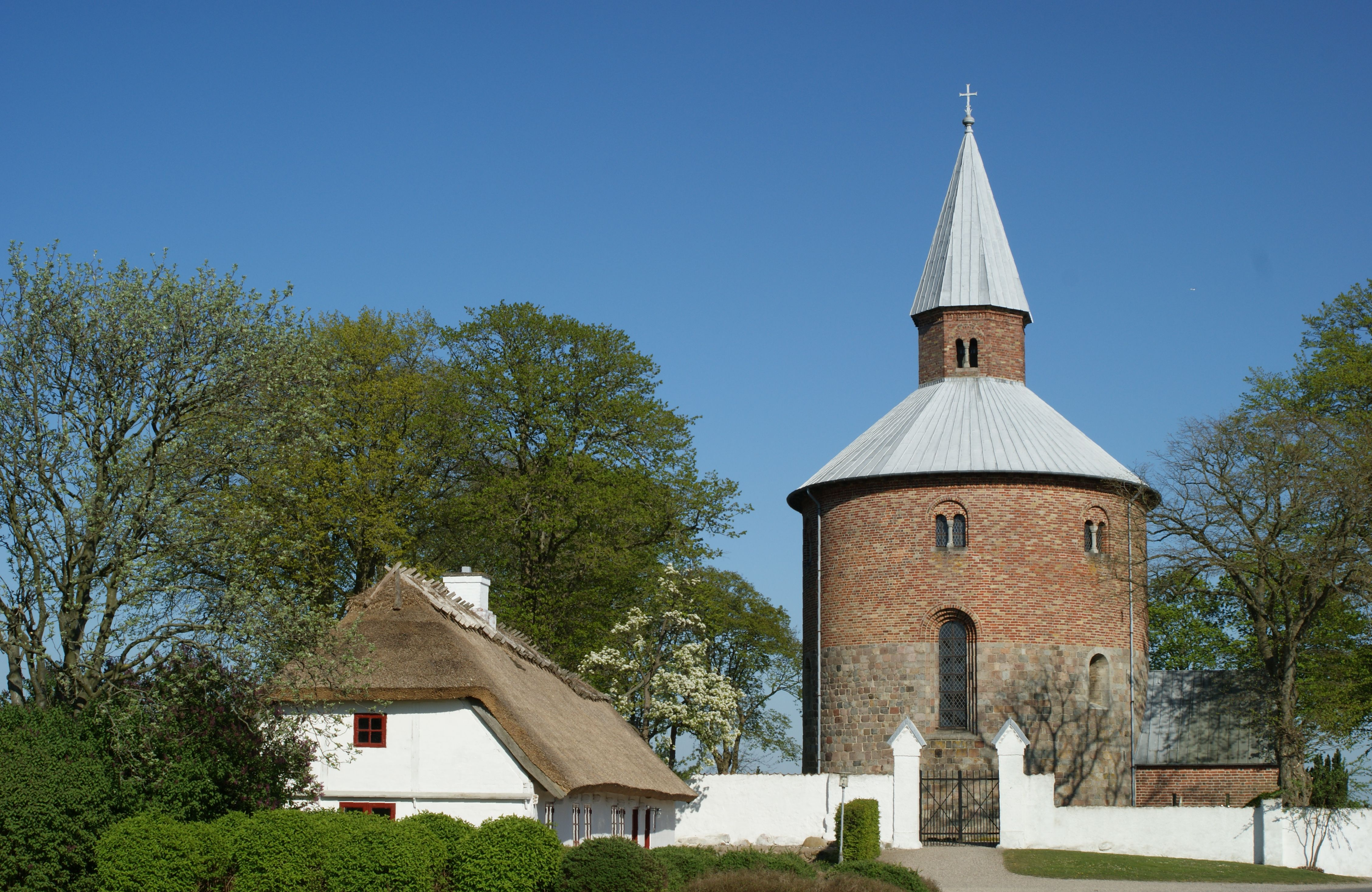
Kirche und Pastorat von Bjernede

Die Kirche von Bjernede, dänisch Bjernede Kirke, ist eine Rundkirche mit romanischen Elementen in Sorø und die einzige Rundkirche auf der dänischen Insel Sjælland. Sie gehört zum Bistum Roskilde der evangelisch-lutherischen Volkskirche Dänemarks.

## Bau und Geschichte
Kurz vor seinem Tod ließen Ebbe Skjalmsen Hvide († vor 1151) und seine Frau Ragnhild eine der Jungfrau Maria und dem Heiligen Laurentius geweihte Holzkirche als Eigenkirche direkt neben ihrem Wohnsitz errichten. Ebbe war ein Sohn von Skjalm Hvide, dessen Familie, das Adelsgeschlecht Hvide, als Unterstützer von König Valdemar I. zu den einflussreichsten Familien in Dänemark zählte.

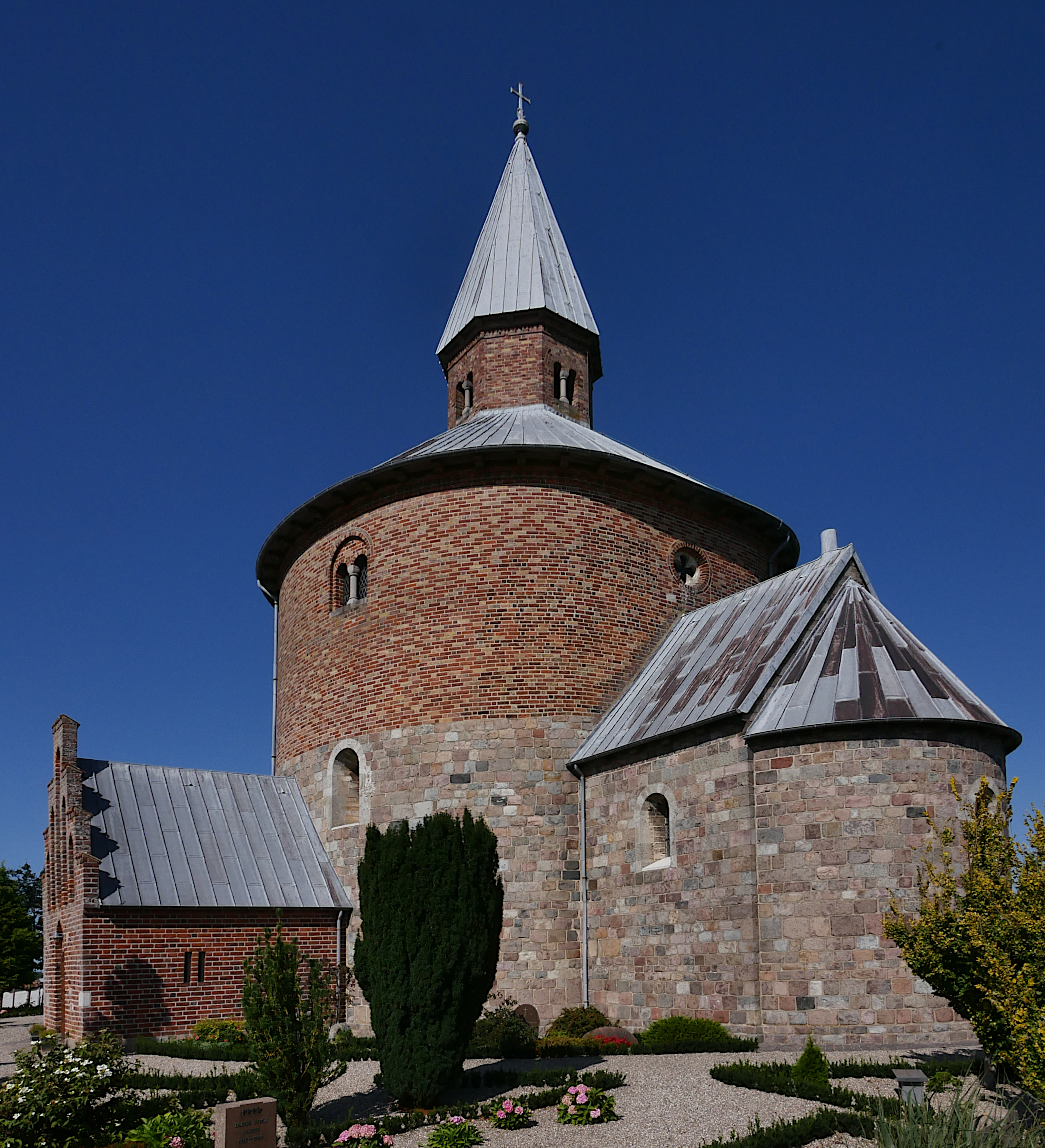
Blick auf Kirche, Chor und Waffenhaus von Süden

Ebbes Sohn Sune Ebbesen ersetzte 1177, im selben Jahr, als sein Cousin Absalon Erzbischof von Lund wurde, die Holzkirche durch eine steinerne Rundkirche. Eine Inschrift, die sich heute im Waffenhaus befindet, erinnert an die Bauherren. Sunes Bruder Fyn starb vermutlich während der Bauarbeiten um 1175 und wurde neben der Kirche beigesetzt. Sein Grab wurde bei der Renovierung 1890 gefunden. Der Grabstein mit der Aufschrift „Fin filius Ebbonis“ ist erhalten.
Gleichzeitig mit dem runden Kirchenschiff entstand im Osten ein eckiger, mit 6,2 m recht hoher Chor mit Tonnengewölbe und halbrunder Apsis. Der untere Teil der zweigeschossigen Kirche besteht bis zur Höhe von 7,2 m aus behauenen Granit-Feldsteinen, der obere aus verhältnismäßig kleinen, gelben Backsteinen, ein Baumaterial, das in Dänemark erst seit etwa 1170 belegt ist. Bei 7,5 m Höhe und 1,5 m Mauerstärke ist der Innenraum mit nur 12 m Durchmesser verhältnismäßig klein. Das Dachgewölbe wird von vier steinernen Stützsäulen im Inneren getragen. Über dem Kirchenraum befindet sich ein runder Raum mit sechs romanischen Doppelfenstern und einem kleeblattförmigen Fenster über dem Chor. In der Mitte zwischen den Säulen stand vermutlich ein Altar. Dieses obere Geschoss ist über eine enge, in die Außenmauer eingebaute Wendeltreppe zu erreichen. Diese Oberkirche diente möglicherweise als Fluchtraum, vor allem aber als Halle und damit als Repräsentationsbau eines hohen Adligen. Eine ähnliche, 1870 durch einen Brand zerstörte Rundkirche hatte Sune Ebbesen Hvide bereits zuvor in Schlamersdorf in Wagrien errichten lassen. Nach demselben Grundriss entstand auch die Kirche von Petersborg, ebenfalls nahe bei Sorø, die allerdings schon im Mittelalter abgerissen wurde. Baulich sehr ähnlich, aber deutlich größer ist die Kirche von Thorsager, die um 1200 ein Verwandter, der Bischof Peder Vognsen von Aarhus, bauen ließ.
Wohl einer von Sunes Söhnen schenkte Land und Kirche dem Bistum Roskilde. Im Landbuch von 1370 sind die Kirche von Bjernede und der dazugehörige Hof als bischöfliches Lehen aufgeführt. 1414 fiel beides an das fast dreihundert Jahre zuvor von Ebbe und seinen Brüdern gegründete Kloster Sorø.

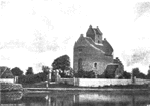
Bjernede Kirke auf einer Darstellung von 1776

Um 1500 war die Kirche baufällig, Teile des oberen Mauerwerks mussten abgebrochen werden. Anstelle des ursprünglichen Dachs wurde ein deutlich niedrigeres Satteldach eingezogen, so dass die Kirche einer Mitra ähnelte. Bei diesem Umbau wurde die ursprünglich sehr dunkle Kirche durch den Einbau eines größeren Westfensters erhellt. Da Teile der abgebrochenen Fenster der Oberhalle in die Wände des Waffenhauses eingemauert waren, muss dieses zur Zeit des Umbaus entstanden sein.
Nach der Reformation kaufte 1690 die Sorø Akademi Kirche und Land.
Zwischen 1890 und 1892 restaurierte H. B. Storck die Kirche im historistischen Stil. Er stellte ein kegelförmiges Dach mit einer Turmspitze her. Dabei erhielt der große runde Raum im Obergeschoss ein Holzdach und ist nun 3,5 m hoch. Die bei dem Teilabbruch um 1500 verlorenen romanischen Doppelfenster rekonstruierte Storck unter Verwendung der erhalten gebliebenen Kapitelle und Basen der kleinen Säulen, die in der Friedhofsmauer und in der Mauer des Waffenhauses eingebaut worden waren. Der Chor erhielt sein Tonnengewölbe zurück, die Apsis wurde abtragen und neu aufgebaut. Das spätmittelalterliche Waffenhaus verlor seinen Treppengiebel. Bei der Renovierung wurden Fragmente von Kalkmalereien aus verschiedenen Epochen aufgefunden, die jedoch nicht erhalten werden konnten.
Die historistische Rekonstruktion wurde später von Peder Klint als unhistorisch und plump kritisiert. Die Änderungen im Inneren wurden 2003 weitgehend rückgängig gemacht.

## Inventar
Zu den ältesten Ausstattungsstücken zählen der romanische Taufstein mit kleeblattförmiger Kuppa aus der Bauzeit der Kirche und ein spätgotischer eisenbeschlagener Sakramentschrank. Ein gotisches Triumphkreuz, das wohl ursprünglich im Chorbogen hing, befindet sich jetzt über der Tür. Aus der Renaissance stammen die Kanzel mit Abbildern der Evangelisten in den Fächern des Korbes und Moses und Aaron auf der Treppenbrüstung sowie der Leuchter in der Mitte der Kirche.
Das Altarretabel auf einem Altartisch von 1892 wurde 1615 gestiftet. Es wurde von dem damaligen Pastor und Vorsteher der Sorø Akademi, Johannes Stephanius, dem Vater von Stephan Hansen Stephanius, angeschafft. Storck entfernte das Retabel bei seiner Renovierung 1890 von seinem angestammten Platz. Nach seiner Wiederentdeckung wurde es 2003 renoviert und erhielt seinen alten Platz zurück. Die drei Gemälde in der Mitte zeigen die drei lutherischen Sakramente Taufe, Abendmahl und Beichte. Das Gemälde darüber stellt den auferstandenen Christus mit Siegesfahne dar. Die Bilder sind durch lateinische Bibeltexte erläutert. In der Predella stehen zwei weitere Bibeltexte in den schwarzen Feldern, während darum eine 2003 wiederentdeckte Inschrift an den Stifter Stephanius und die damaligen Juraten erinnert.

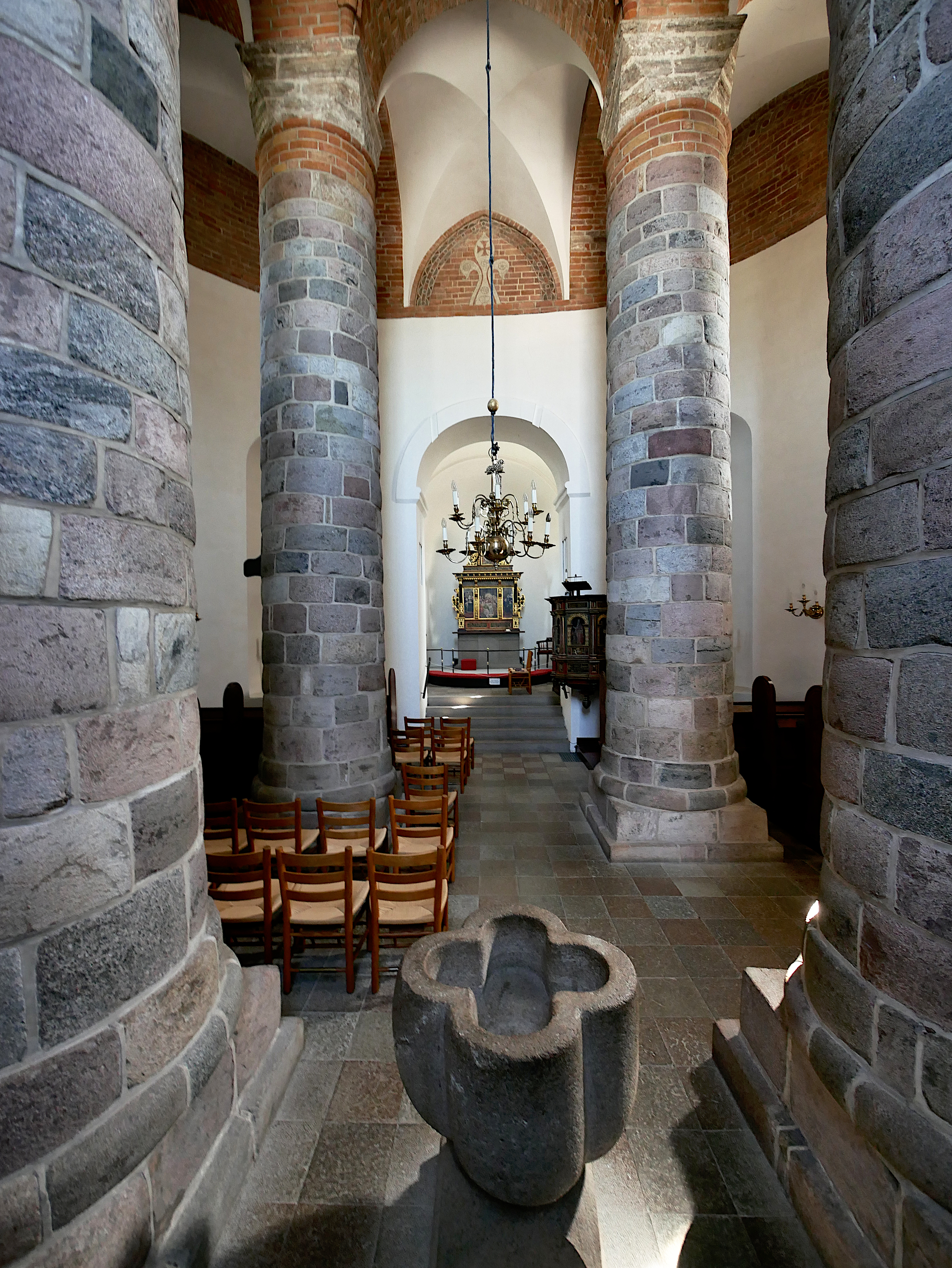
Innenraum und Leuchter
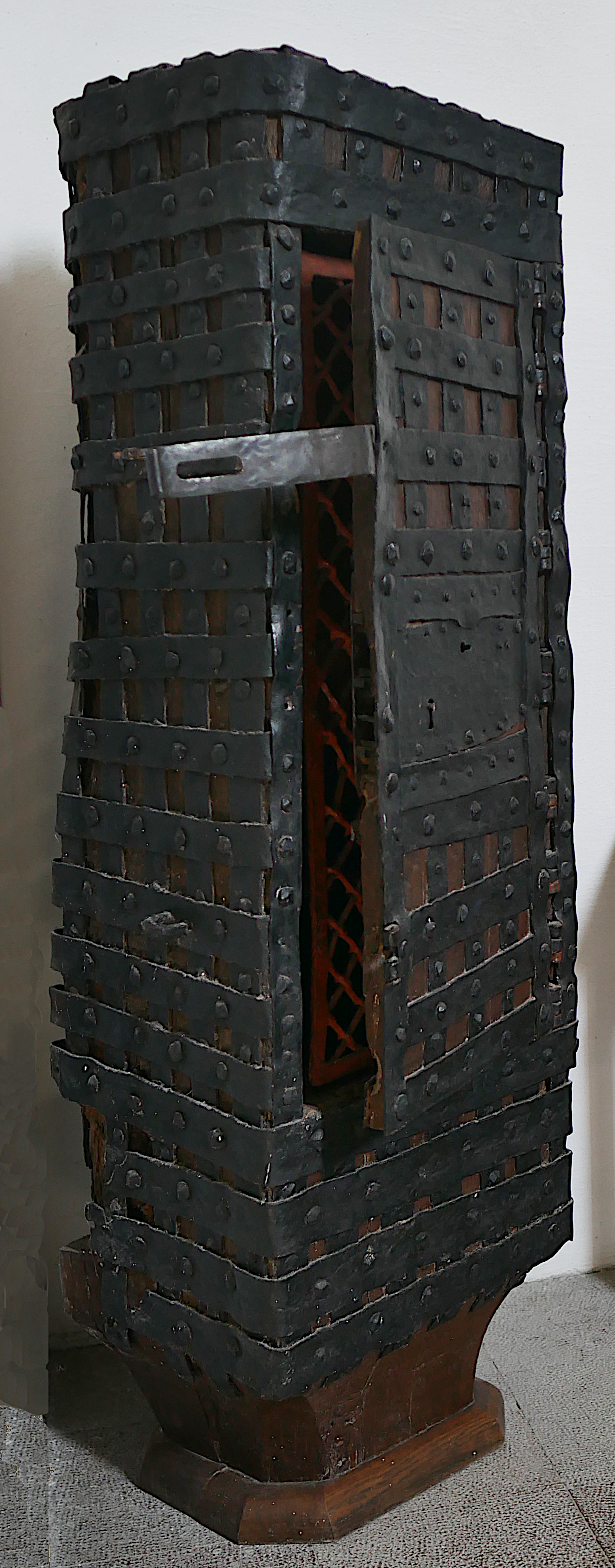
Sakramentschrank
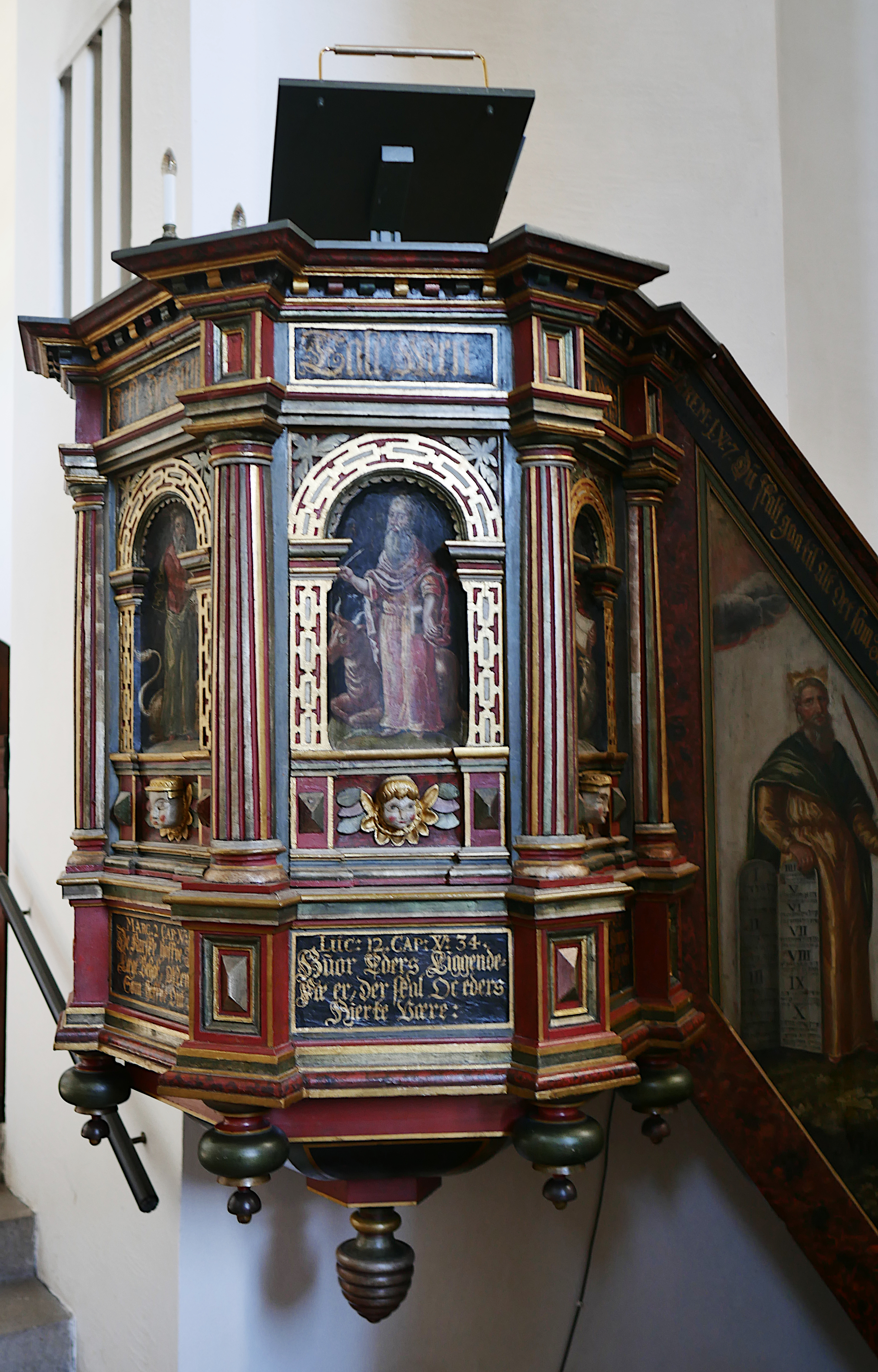
Kanzel
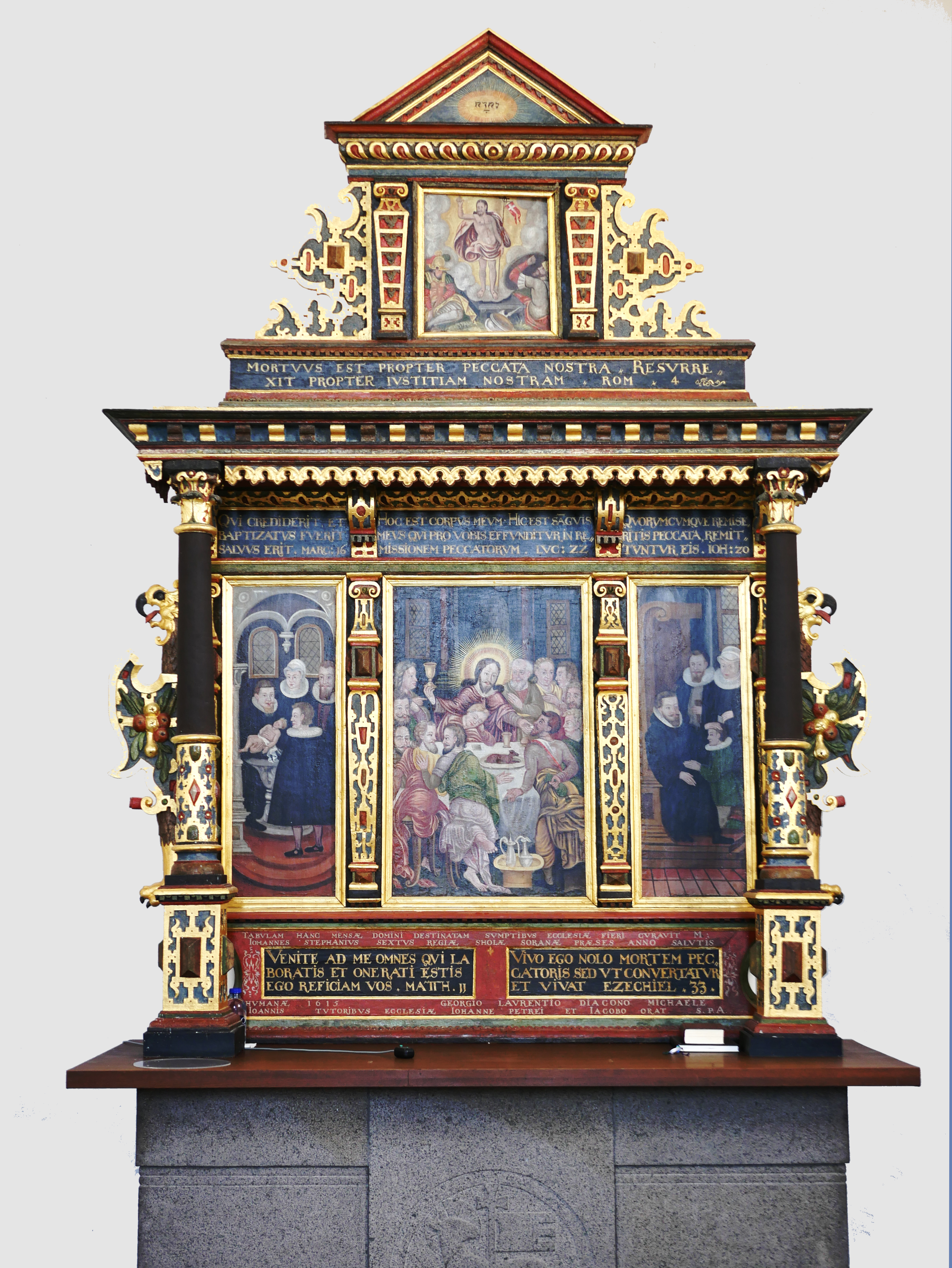
Altar
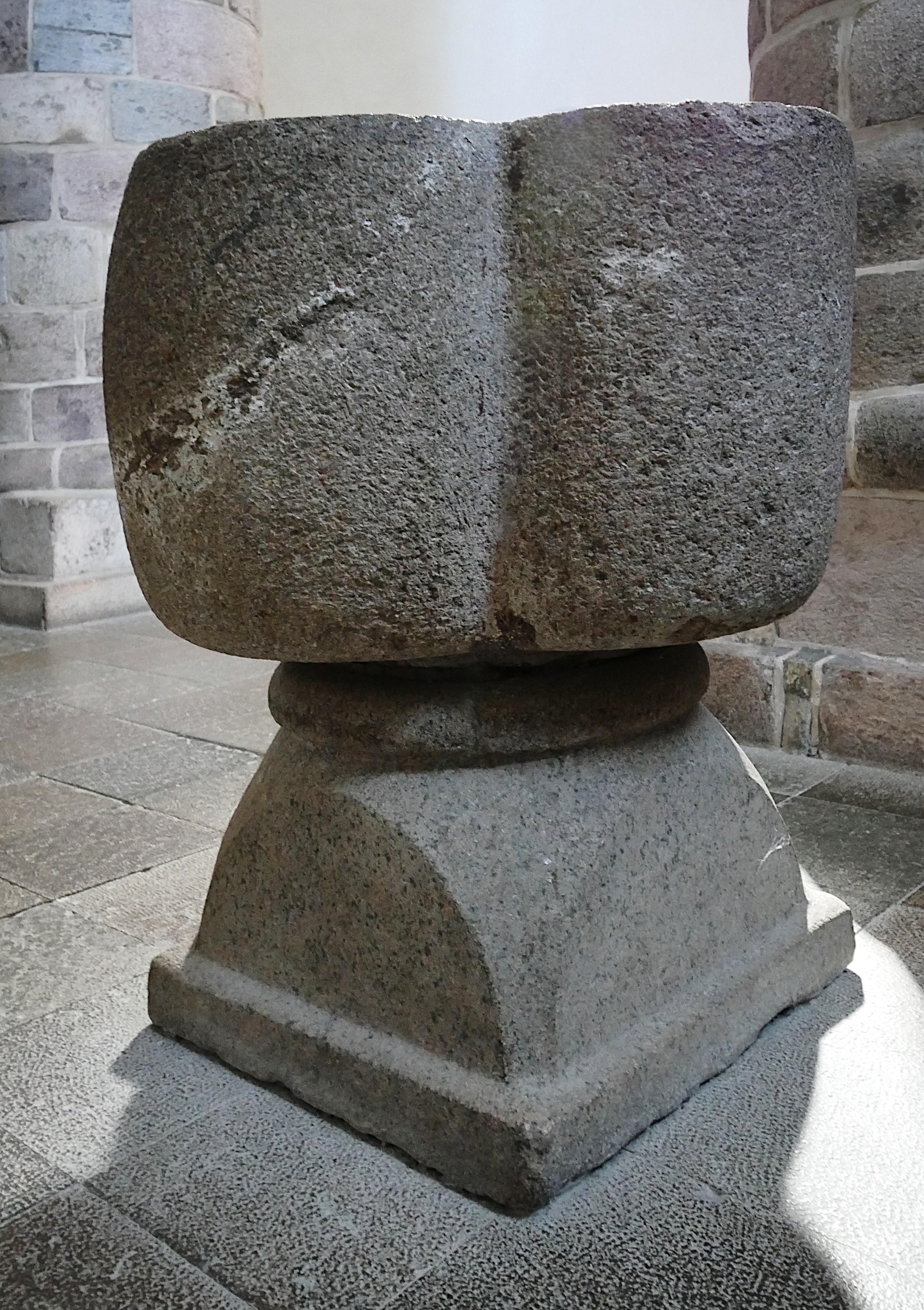
Taufstein
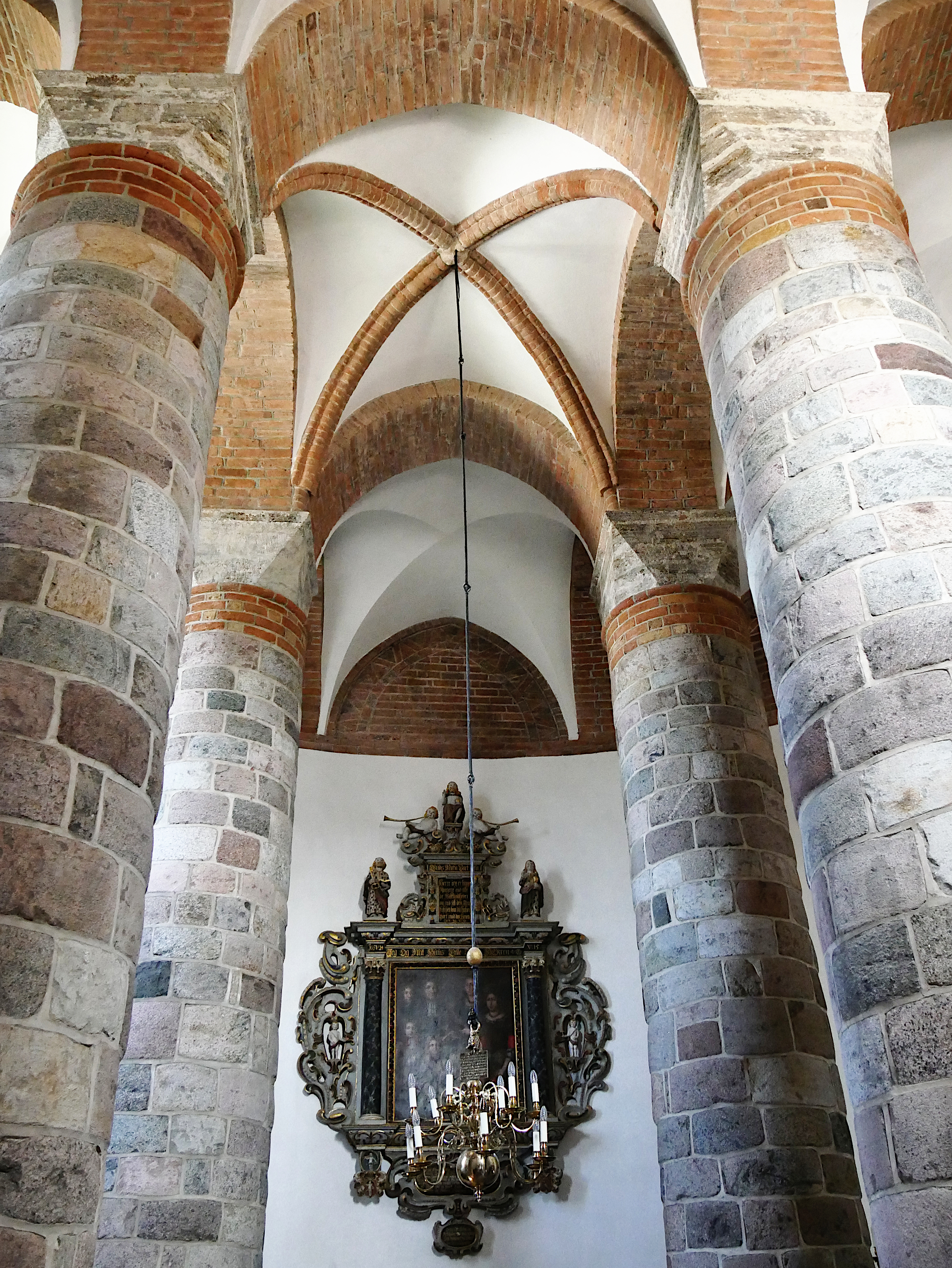
Epitaph und Gewölbe